# فرودگاه ترژر کی
فرودگاه ترژر کی (به انگلیسی: Treasure Cay Airport) یک فرودگاه همگانی با کد یاتا TCB است که یک باند فرود آسفالت دارد و طول باند آن ۲۱۳۴ متر است. این فرودگاه در کشور باهاما قرار دارد .

## شرکت‌های هواپیمایی و مقصدهای پروازی
| شرکت‌های هواپیمایی | مقصدهای پروازی       |
| ----------------- | -------------------- |
| سیلور ایرویز      | فورت لادردیل–هالیوود |